# Marrubium alysson
Marrubium alysson és una espècie de planta herbàcia de la família de les lamiàcies que rep en català els noms d’herba de la ràbia, malrubí de la ràbia o manrubio punxenc, entre altres noms vernaculars.

## Morfologia

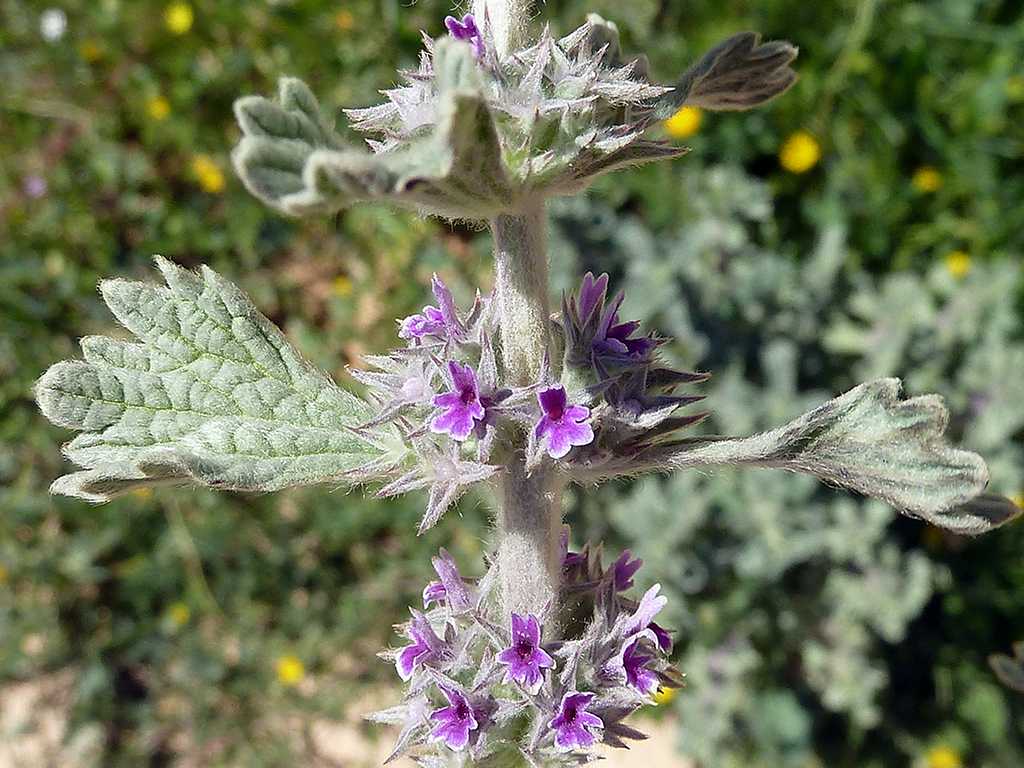
Un verticil·lastre en flor amb les seves 2 fulles basals.

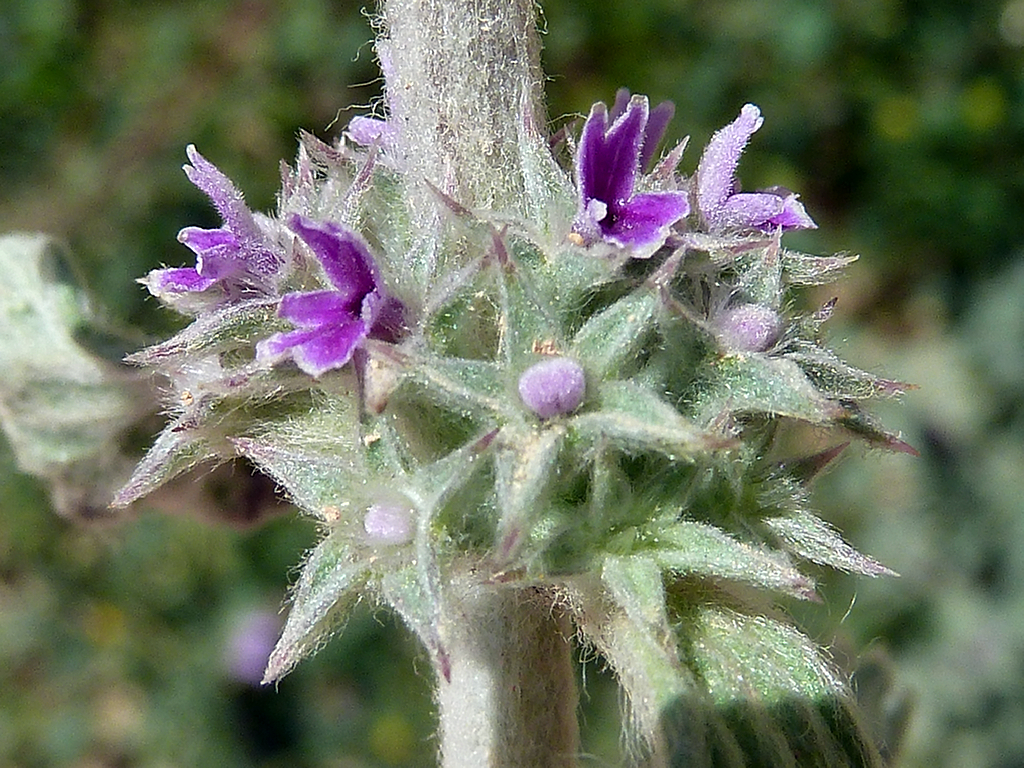
Detall d'un verticil·lastre, amb els calzes pentàmers molt pilosos i de segments patents. Corol·les de les flors purpúries amb sanefa blanca.

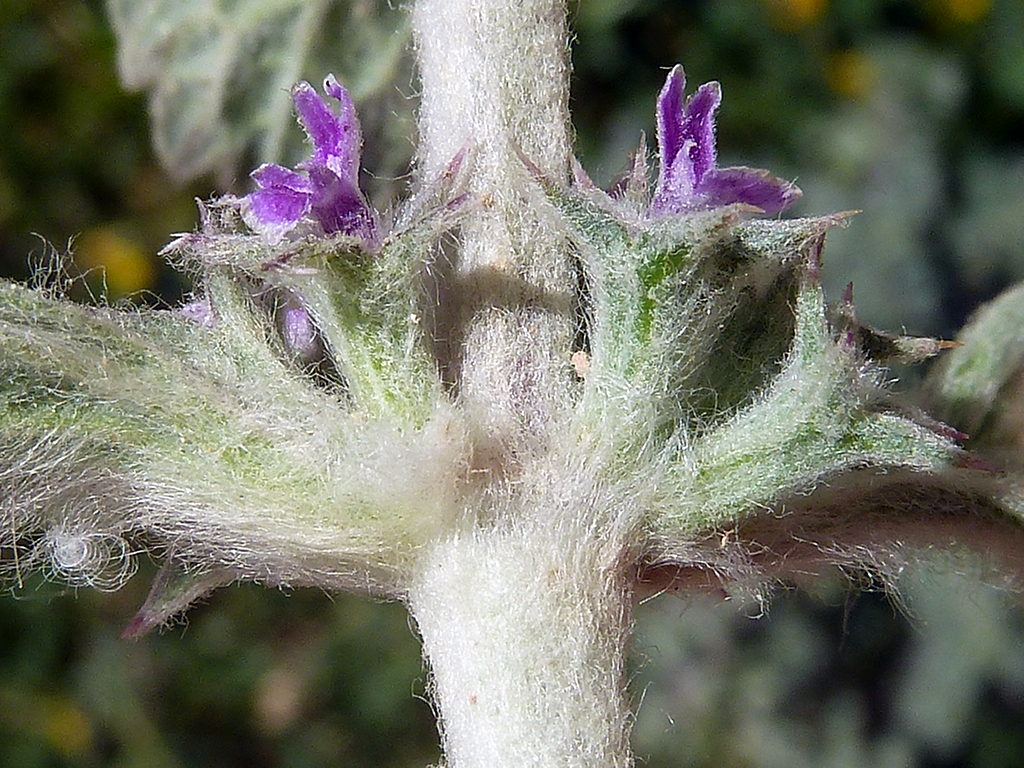
Detall dels calzes pentàmers i la tija abundantment vellutada

És una planta herbàcia perenne sufruticosa de 20-45 cm d'alçada, amb tiges més o menys quadrangulars, amb abundant indument blanquinós, sovint llanut. Les fulles, d'1,5-4 per 1-2cm, són carenades, flabel·lades, al el marge des de irregularment dentat a lobulat, una xic rugoses pel feix i amb nervadura marcada al revers, amb indument apelfat molt dens, blanquinoses i amb pecíol de 1 -3cm, molt llarg a les inferiors. Les inflorescències, de 10-20 cm, estan formades per verticil·lastres amb 12 flors o més cadascun, més o menys propers, ocasionalment espiciformes. Les bràctees, de 1-2,5 per 0,8-1,5cm, són sèssils o no. Les flors, sèssils, tenen el calze amb un tub de 4-5 mm, llanut, amb 5 nervis amples i 5 dents de 2-5 mm, triangulars, punxants, en la fructificació disposats en estrella, patents, endurits, de vegades els 2 inferiors una mica més llargs; mentre la corol·la, de 4-5 mm, aquesta de color porpra, amb marges blanquinosos, el llavi superior bífid, estret, erecte, i l'inferior amb 2 lòbuls laterals curts i estrets, el central major, semiorbicular, de vegades emarginat, tots molt pilosos per fora. Els fruits són esquizocàrpics en tetranúcules, amb mericarps de color castany, de 2-2,5 per 1-1,5 mm, el·lipsoides, aplanats, amb àpex agut i una coroneta de cabells a la base.

## Ecologia
L'espècie és nativa des d'Espanya (a la seva meitat oriental amb una especial concentració en el llevant alacantí) fins a l'Orient Mitjà (Israel, Jordània i Sinaí), passant pel sud d'Itàlia i Sardenya. És planta ruderal que creix freqüentment en sorres, margues, sòls guixencs i salins, des del nivell del mar fins a 750 m d'altitud. Floreix des del mes de febrer fins al juny.

## Taxonomia
Marrubium alysson va ser descrit per Carl von Linné publicant-ho a Species Plantarum, vol. 2, p. 582, 1753 .
Sinonímia
- Beringeria plicata (Forssk.) af.
- Marrubium alysson var. plicatum (Forssk.) Nyman
- Marrubium plicatum Forssk.[5]

## Citologia
Nombre cromosòmic: n=13

## Propietats farmacològiques
Com altres espècies del gènere Marrubium, la planta té aplicacions farmacològiques encara en estudi, entre les quals destaquen, per exemple les següents:
- L'efecte d'extractes de l'espècie sobre conills artificialment hipercolesterolèmics, van evidenciar una forta baixada de lípids i un potent efecte antiinflamatori i antioxidant.[6]

- Vuit compostos flavonoides (diosmetina, diosmetin-7-ramnòsid, crisoeriol, luteolina, luteolin-7-rutinòsid, acacetina, acacetin-7-glucosid i quercetina), aïllats a partir d'extractes de l'espècie que s'han provat in vitro (tumor d'Ehrlich i tumor humà U-251 (cerebral) i MCF-7 (mamari)). Aquests assaigs van evidenciar una alta activitat anticarcinogènica cerebral i més aviat moderada sobre el de mama. A més, els extractes alcohòlics de la planta han demostrat una potent acció antioxidant.[7]

- Extractes, en diversos dissolvents, de fulles de M. alysson han demostrat cert efecte inhibidor enfront de diverses enterobacteriàcies i una acció antifúngica contra Candida glabrata, Candida albicans, Candida parapsilosis i Candida kreusei.[8]

- Extractes no aquosos de fulles de l'espècie han evidenciat una potent activitat antiviral contra el citomegalovirus humà AD-169 i el virus coxsackievirus B de tipus 3 (CoxB-3).[9]